# Épis de glane
Épis de glanes est un recueil de nouvelles de François Barberousse écrit vers 1935. C'est une petite gerbe de contes, directement inspirés des récits de la grand-mère maternelle de l'auteur. 
Au fil du recueil, l’auteur se plaît à composer des tableaux vigoureux où les nuits, déchirées par le hurlement des loups, réveillent parfois de vieilles peurs. Entre tradition orale et anecdotes villageoises, c’est la Sologne d’autrefois qui reprend vie.

## Sources
- Comment la Sologne a pu oublier François Barberousse ?, in Le petit Solognot, 22 mars 2012
- En Sologne no 66, page 4
- Le Petit Berrichon no 46, page 10